# مؤشر مازي

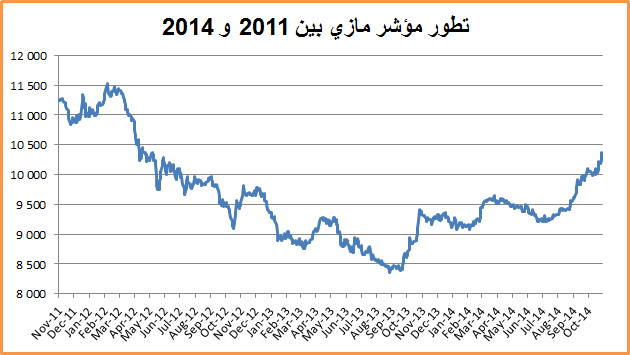
تطور مؤشر مازي بين 2011 و 2014

مؤشر مازي أو المؤشر المغربي العام لجميع القيم المنقولة من نوع الأسهم (بالإنجليزية: Moroccan All Shares Index)‏، هو المؤشر الرئيسي لبورصة الدار البيضاء. اقر منذ سنة 2004، عند مرور بورصة الدار البيضاء إلى قياس المردودية عبر مبدأ الرأسملة العائمة، أي ربط وزن كل سهم في مؤشر معين بحجمه المتداول في السوق، وليس برأسمال الشركة المصدرة، كما كان يعمل بهِ سابقا.
يأخذ مازي بعين الاعتبار جميع القيم المدرجة في بورصة الدارالبيضاء، على عكس مؤشر مادكس، الذي يعتبر فقط القيم الأكثر نشاطا وغير المنقطعة التداول في السوق.

## حساب المؤشر
منذ إحداث أول مؤشر للبورصة المغربية سنة 1986 (مؤشر IGB)، كان حساب المؤشرات يعتمد على الرسملة الكلية للشركات المصدرة للأسهم. في عام 2002، استحدث مؤشري مازي (العام) ومادكس (الملخص) وباقي المؤشرات القطاعية، وفي عام 2004، اعتمد مبدأ الرسملة العائمة في الحساب. لقد كان هذا التطور بهدف احترام المعايير الدولية، التي تنص على ترجمة واقع أداء ووزن الشركات المدرجة في حساب المؤشرات، بحيث يكون وزن كل قيمة في المؤشر متناسبا مع حجمها في السوق.
صيغة حساب المؤشرات هي :{\displaystyle I=1000{\frac {\sum _{i=1}^{N}f_{i}t.F_{i}t.Q_{i}t.C_{i}t}{B_{0}.K_{t}}}}
- {\displaystyle t}: تاريخ الحساب
- {\displaystyle N}: عدد القيم المعتبرة؛ مثلا، بالنسبة لمازي يتم اعتبار كل القيم المدرجة، و اعتبار الأكثر نشاطا و الدائمة التداول بالنسبة لمادكس.
- {\displaystyle f_{i}t}: معامل الرأسمال العائم.
- {\displaystyle F_{i}t}: معامل الحد الأعلى.
- {\displaystyle Q_{i}t}: عدد الأوراق المالية للقيمة المنقولة في التاريخ t.
- {\displaystyle C_{i}t}: السعر في التاريخ t.
- {\displaystyle B_{0}}: الرسملة المرجعية في تاريخ 31 دجنبر 1991.
- {\displaystyle K_{t}}: معامل المطابقة في التاريخ t للرسملة المرجعية، و يتم حسابه بطريقة تكرارية، حسب المتغيرات الطارئة في السوق (إدماج أو سحب قيم، تغيير القيم الإسمية، تغيير في الانتماء القطاعي لقيمة ما، توزيع أرباح...).[4]

## بيانات المؤشر عند الانطلاق
بيانات مازي في 10 دجنبر 2004. عدد القيم المدرجة في حساب المؤشر 52. في ما يلي مؤشرات الخمس الأكثر وزنا في صيغة حساب مازي، آنذاك:
| القيمة                         | عدد الأوراق المالية | السعر     | معامل عائم | معامل الحد الأعلى | الرسملة العائمة | الوزن  |
| ------------------------------ | ------------------- | --------- | ---------- | ----------------- | --------------- | ------ |
| اتصالات المغرب                 | 879.09 مليون        | 68.24 د   | 0.15       | 0.9045            | 8.998 مليار د   | 20.00  |
| أونا                           | 17.462 مليون        | 883.00 د  | 0.40       | 1                 | 6.167 مليار د   | 15.15  |
| البنك التجاري المغربي          | 19.265 مليون        | 901.00 د  | 0.25       | 1                 | 4.339 مليار د   | 10.66  |
| البنك المغربي للتجارة الخارجية | 15.875 مليون        | 515.00 د  | 0.40       | 1                 | 3.270 مليار د   | 8.0352 |
| اسمنت لافارج                   | 4.764 مليون         | 2420.00 د | 0.20       | 1                 | 2.305 مليار د   | 5.66   |
| المجموع                        | 1082.12 مليون       | --        | --         | --                | 41.557 مليار د  | --     |

## بيانات المؤشر الحالية
بيانات مازي في 30 أكتوبر 2014. عدد القيم المدرجة في حساب المؤشر 74. في ما يلي مؤشرات الخمس الأكثر وزنا :
| القيمة                         | عدد الأوراق المالية | السعر     | معامل عائم | معامل الحد الأعلى | الرسملة العائمة | الوزن |
| ------------------------------ | ------------------- | --------- | ---------- | ----------------- | --------------- | ----- |
| التجاري وفا بنك                | 203.53 مليون        | 349.00 د  | 0.30       | 1                 | 21.309 مليار د  | 17.83 |
| اتصالات المغرب                 | 879.09 مليون        | 117.85 د  | 0.20       | 1                 | 20.720 مليار د  | 17.33 |
| البنك الشعبي المركزي           | 173.14 مليون        | 239.85 د  | 0.25       | 1                 | 10.382 مليار د  | 8.68  |
| البنك المغربي للتجارة الخارجية | 179.463 مليون       | 223.00 د  | 0.20       | 1                 | 8.004 مليار د   | 6.70  |
| إسمنت لافارج                   | 17.469 مليون        | 1800.00 د | 0.25       | 1                 | 7.861 مليار د   | 6.58  |
| المجموع                        | 2326.18 مليون       | --        | --         | --                | 119.546 مليار د | --    |